# NGCC Vector
Le NGCC Vector est un navire océanographique de la Garde côtière canadienne. Le navire a été construit au Canada et est entré en service en 1967 en tant que navire de recherche côtier sur la côte ouest. Le navire est actuellement en service à la base Patricia Bay (en) de la Garde côtière canadienne à Sidney (Colombie-Britannique) .

## Description
Le navire est propulsé par un moteur diesel à engrenages Caterpillar 3408 générant 615 kilowatts (825 cv) et deux groupes électrogènes Caterpillar 3306 entraînant une hélice à pas variable et des propulseurs d'étrave lui donnant une vitesse maximale de 12 nœuds (22 km/h). Le navire peut transporter 74 m ³ de carburant diesel, ce qui lui donne une autonomie de 3.500 milles marins (6.500 km) à une vitesse de croisière de 10 nœuds (19 km/h) et une autonomie de 12 jours. Le navire a un effectif de 13, avec 5 officiers et 8 membres d'équipage, ainsi que 8 banettes passagers. Il dispose de 86,4 m² de laboratoire à bord et de 56 m² sur le pont principal. Le navire est équipé du radar Sperry Marine Northrop Grumman (en).

## Service
Vector a été construit par les chantiers navals Yarrow dans leur chantier à Victoria (Colombie-Britannique). Le navire a été mis en construction en septembre 1966. Il a été lancé le 23 mai 1967 et achevé en novembre plus tard au cours de la même année. Le navire est entré en service sur la côte ouest en 1967 aux fins de la recherche hydrographique côtière. Le navire est basé à l'Institute of Ocean Sciences (en) de Sidney, en Colombie-Britannique.

### Note et référence
- (en) Cet article est partiellement ou en totalité issu de l’article de Wikipédia en anglais intitulé « CCGS Vector » (voir la liste des auteurs).